# Baccalauréat sciences et technologies de l'industrie et du développement durable
Pour un article plus général, voir Baccalauréat technologique.
Le baccalauréat sciences et technologies de l'industrie et du développement durable (bac STI2D) a succédé au baccalauréat sciences et technologies industrielles (bac STI) en France pour la session 2013.

## Histoire
Dans le cadre de la réforme du lycée amorcée en 2011, le bac STI est remplacé par une nouvelle filière STI2D, entrant en vigueur à la rentrée 2011 pour les élèves de première, et à la rentrée 2012 en terminale. Les douze spécialités de l'ancienne série STI, chacune liée à un champ professionnel, sont remplacées, pour la session 2013, par les quatre variantes EE, ITEC, SIN, AC du bac STI2D,. Le nouveau bac STI2D est plus polyvalent et plus ouvert, et vise plus une poursuite d'études supérieures (BTS, DUT ou licence professionnelle). Les enseignements en première sont majoritairement transversaux et communs aux quatre filières, alors que la spécialité est prédominante en terminale, et donne lieu à un projet réalisé en petit groupe.

## Poursuite d'études après un bac STI2D
Contrairement au bac STI, le nouveau bac STI2D ne vise pas à une entrée immédiate sur le marché du travail, mais à une poursuite d'études. Les élèves ayant pour objectif une formation courte (titre professionnel RNCP) débouchant rapidement sur un emploi doivent maintenant choisir la filière « Baccalauréat professionnel ». La poursuite d'études après un bac STI2D se fait principalement (80 % des élèves) en BTS (2 ans), ou en BUT, ex-DUT (3 ans). Les bacheliers STI2D peuvent également entrer après un BTS à l'université en troisiéme année de licence universitaire générale ou en (troisiéme année en licence professionnelle qui dure 1 an  : pas « de droit » d'accès au diplôme de master, 3 ans d'études, 10 % des STI2D seulement), éventuellement suivie d'un master (2 ans) : cette voie est jugée longue et théorique par les élèves de STI2D. L'entrée est également possible en poursuite d'études en école d'ingénieurs post-bac ou en prépa TSI (CPGE TSI : Classe préparatoire technologie et sciences industrielles) après un bac STI2D, mais cela concerne très très peu d'élèves.

## Préparation au lycée
Le baccalauréat STI2D est accessible après les classes de première et de terminale STI2D, elles-mêmes accessibles après la classe de seconde générale et technologique, commune aux voies générale et technologique. Au cours de l'année de terminale, les élèves engagés dans cette série choisissent un enseignement spécifique entre Architecture et construction ; Énergies et environnement ; Innovation technologique et éco-conception et Système d'information et numérique. Ce choix détermine l'une des épreuves terminales passées.
Au cours de l'année de seconde, les élèves souhaitant s'orienter vers cette série peuvent suivre l'enseignement optionnel technologique de Création et innovation technologiques, sans que cela soit obligatoire.
| Niv 4 Bac +0 17 |                                   | Baccalauréat général Arts, SES, SVT, HGGSP, Humanités, LCA, LLCE, Maths, PC, NSI, SVT, SITerminale générale |                                   | Baccalauréat technologique STAV, ST2S, STD2A, STMG, S2TMD, STI2D, STHR, STLTerminale technologique |                     | Baccalauréat professionnel Alimentaire, Vente, Beauté, Bâtiment, Santé, Design, Véhicules, NumériqueTerminale professionnelle | BMA                                   | BP                                    | CS5 CS4 CS3                           | BM                                    | BTM |
| Niv 3 16        | Première générale                 | Première technologique                                                                                      | Première professionnelle          | CAP 2e année                                                                                       | CAP 2e année        | CAP 2e année | CAP 2e année                          | CAP 2e année                          |                                       |                                       |     |
| 15              | Seconde générale et technologique | Seconde générale et technologique                                                                           | Seconde générale et technologique | Seconde professionnelle                                                                            | CAP 1re année       | CAP 1re année | CAP 1re année                         | CAP 1re année                         | CAP 1re année                         |                                       |     |
| RNCP Âge        | Lycée général                     | | Lycée technologique               | | Lycée professionnel | Centre de formation d'apprentis (CFA)                                                                                         | Centre de formation d'apprentis (CFA) | Centre de formation d'apprentis (CFA) | Centre de formation d'apprentis (CFA) | Centre de formation d'apprentis (CFA) |     |

## Épreuves du baccalauréat

### Taux de réussite
| Année            | 2012 | 2013 | 2014 | 2015 | 2016 | 2017 | 2018 | 2019 |
| Taux de réussite | 83,1 | 91,5 | 92,4 | 91,7 | 91,9 | 91,5 | 90,7 | 90,4 |

### À partir de 2021
À compter de la session 2021, les épreuves sont les suivantes :
|                                              | Épreuve                                         | Coefficient | Nature de l'épreuve            | Durée |
| -------------------------------------------- | ----------------------------------------------- | ----------- | ------------------------------ | --- |
| Épreuves terminales                          | Français                                        | 5           | Écrite                         | 4 heures                                                                                                 |
| Épreuves terminales                          | Français                                        | 5           | Orale                          | 20 minutes + 30 minutes de préparation                                                                   |
| Épreuves terminales                          | Philosophie                                     | 4           | Écrite                         | 4 heures                                                                                                 |
| Épreuves terminales                          | Épreuve orale terminale                         | 14          | Orale                          | 20 minutes + 20 minutes de préparation                                                                   |
| Épreuves terminales                          | Physique-chimie et mathématiques                | 16          | Écrite                         | 3 heures                                                                                                 |
| Épreuves terminales                          | Ingénierie, innovation et développement durable | 16          | Écrite                         | 4 heures                                                                                                 |
| Évaluations communes                         | Histoire-géographie                             | 5           | Écrite                         | 3 évaluations de 2 heures                                                                                |
| Évaluations communes                         | Langue vivante A                                | 5           | Écrite Orale                   | 1 évaluation écrite de 20 minutes 2 évaluations écrites de 1 heure 20 + 1 évaluation orale de 10 minutes |
| Évaluations communes                         | Langue vivante B                                | 5           | Écrite Orale                   | 1 évaluation écrite de 20 minutes 2 évaluations écrites de 1 heure 20 + 1 évaluation orale de 10 minutes |
| Évaluations communes                         | Mathématiques                                   | 5           | Écrite                         | 3 évaluations de 2 heures                                                                                |
| Évaluations communes                         | Éducation physique et sportive                  | 5           | Contrôle en cours de formation | Contrôle en cours de formation                                                                           |
| Évaluations communes                         | Innovation technologique                        | 5           | Orale                          | 20 minutes                                                                                               |
| Évaluation chiffrée des résultats de l'élève | Moyenne générale de la classe de première       | 5           | /                              | / |
| Évaluation chiffrée des résultats de l'élève | Moyenne générale de la classe de terminale      | 5           | /                              | / |

Les épreuves de français (écrite et orale) sont anticipées, c'est-à-dire qu'elles sont passées à la fin de l'année de première.
L'épreuve terminale d'Ingénierie, innovation et développement durable est divisée en deux temps : une première partie portant sur le programme général de l'enseignement ; et une seconde portant sur le programme spécifique des spécialités choisie en classe de terminale (Architecture et construction ; Énergies et environnement ; Innovation technologique et éco-conception et Systèmes d'information et numérique).
Les évaluations communes (EC) sont passées à trois reprises : au deuxième et au troisième trimestre de la classe de première ainsi qu'au troisième trimestre de la classe de terminale. La note finale obtenue pour la discipline correspond à la moyenne des évaluations passées. A noter que l'épreuve d'Innovation technologique n'a lieu qu'une fois en EC (troisième trimestre de première). L'éducation physique et sportive est évaluée au travers de trois épreuves ponctuelles, réalisées en cours de formation durant la classe de terminale.
L'évaluation chiffrée des résultats de l'élève correspond donc aux moyennes trimestrielles ou semestrielles obtenues en classe de première et de terminale. Tous les enseignements sont donc pris en compte, qu'ils soient communs, de spécialité ou optionnels.